# Anisozyga stellata
Anisozyga stellata là một loài bướm đêm trong họ Geometridae.